# Gmina Wadowice Górne
Die Gmina Wadowice Górne ist eine Landgemeinde im Powiat Mielecki der Woiwodschaft Karpatenvorland in Polen. Ihr Sitz ist das gleichnamige Dorf mit etwa 1150 Einwohnern.

## Gliederung
Zur Landgemeinde (gmina wiejska) Wadowice Górne gehören folgende 13 Dörfer mit einem Schulzenamt:
Grzybów
Izbiska
Jamy
Kawęczyn
Kosówka
Piątkowiec
Przebendów (Preppendorf)
Wadowice Dolne
Wadowice Górne
Wampierzów
Wierzchowiny
Wola Wadowska
Zabrnie

## Persönlichkeiten
- Edward Passendorfer (1894–1984), polnischer Geologe; geboren in Wadowice Górne.